# Kim Battenová
Kim Battenová (* 29. března 1969, McRae, Georgie) je bývalá americká atletka, běžkyně, jejíž hlavní disciplínou byl běh na 400 metrů překážek.

## Kariéra
V roce 1991 na světovém šampionátu v Tokiu obsadila ve finále časem 53,98 s 5. místo. O dva roky později doběhla na halovém MS v Torontu ve finále hladké čtvrtky na 6. místě a na MS v atletice 1993 ve Stuttgartu skončila těsně pod stupni vítězů, na 4. místě (53,84 s). V roce 1996 vybojovala stříbrnou medaili na letních olympijských hrách v Atlantě, když ve finále byla rychlejší jen Deon Hemmingsová z Jamajky. O rok později na světovém šampionátu v Athénách vybojovala bronz (400 m př.) a stříbro ve štafetě na 4×400 metrů. Reprezentovala také na olympiádě v Sydney v roce 2000, kde skončila její cesta v semifinále.

### Světový rekord
Největší úspěch své kariéry zaznamenala na MS v atletice 1995 ve švédském Göteborgu. Již v semifinále zaběhla trať v čase 54,15 s. V samotném finále však dokázala být ještě o další sekundu a půl rychlejší a časem 52,61 s vytvořila nový světový rekord, když tehdejší rekord Britky Sally Gunnellové vylepšila o 13 setin. Stříbro vybojovala její krajanka Tonja Bufordová-Baileyová, která byla pomalejší o pouhou jednu setinu sekundy. Z prvního místa dlouhodobých tabulek ji v roce 2003 sesadila Ruska Julija Pečonkinová, která v Tule vylepšila hodnotu světového rekordu na 52,34 s.